# Serendib (Murail)
Pour les articles homonymes, voir Serendib.
Serendib est une œuvre pour grand ensemble du compositeur français Tristan Murail, composée en 1991-1992.

## Composition de l'orchestre
- 2 flûtes
- hautbois
- 3 clarinettes
- 2 cors
- trompette
- trombone
- 2 violons
- alto
- 2 violoncelles
- contrebasse
- 3 percussions
- harpe
- piano
- clavier/synthétiseur

## L'œuvre
Serendib est créée le 18 juin 1992 à l'auditorium des Halles, Paris, par l'ensemble intercontemporain dirigé par Kent Nagano.
Le titre fait référence au nom donné à Ceylan dans les aventures de Sinbad le marin, ainsi qu'au concept de serendipité, faisait allusion au principe de composition, fait de découvertes au hasard. Serendib utilise des procédés de compositions inhabituels chez Murail, faits de perturbations locales et de flashbacks, au lieu de l'habituelle utilisation de rythmes réguliers répétitifs et du spectralisme.
La durée d'exécution est d'environ 16 minutes.

## Discographie
- Ensemble intercontemporain sous la direction de David Robertson, enregistrement à l'IRCAM le 7 juillet 1993